# Propaganda política
Propaganda política é um segmento dentro da comunicação voltado para o ambiente político, mais especificamente no cenário eleitoral, visando estreitar a relação de expectativa de um determinado grupo de pessoas em relação às questões que envolvem seu cotidiano e a materialização da mesma em um candidato, um governo, um partido ou um grupo político. Em síntese, refere-se às técnicas que visam tornar um candidato a cargo público conhecido e aceito no período eleitoral, através de suas propostas e projetos, usando do estudo de mercado, utilizado para segmentar grupos sociais, desejos e anseios do eleitorado, desenvolvendo sintonia entre aquilo que o político propõe fazer e o que seu público-alvo espera, ou seja, o uso do Marketing para fins eleitorais. A Propaganda Política é uma das ferramentas de comunicação utilizadas em uma estratégia de Marketing Político e/ou Eleitoral. O Nazismo alegou que foi a propaganda política que facilitou a ocupação estrangeira e a República de Weimar.
Levando em conta a definição de Marketing como administração do público-alvo, isto é, a manejo da percepção pública de acordo com os objetivos do grupo ou indivíduo que usou do das técnicas de Marketing, pode-se então considerar o Marketing político como a administração da opinião pública de uma ideologia, indivíduo ou grupo político. Sobre isto, fala Eloá Muniz:
“O marketing político é um conjunto de técnicas e procedimentos que tem como objetivos adequar um candidato/candidata ao seu eleitorado potencial, procurando fazê-lo, num primeiro momento, conhecido do maior número de eleitores possível e, em seguida, mostrando o diferente de seus adversários, obviamente melhor posicionado. Adequar o candidato/candidata ao seu eleitorado potencial significa, basicamente, saber o que pensam e o que querem os eleitores em determinado momento. A partir dessas informações é possível compatibilizar o discurso do candidato/candidata com os anseios do eleitorado, fazendo com que se posicione de acordo com as preocupações da sociedade, sem contrariar sua história política. O marketing político é algo mais permanente; está relacionado com a formação da imagem em longo prazo.” 
Portanto, pode-se concluir que o Marketing político é a construção pública de uma entidade política, um processo longo e cuidadoso de sincronização de tal entidade com o seu público-alvo. Uma vez definido o Marketing político, é possível diferenciar o mesmo do Marketing eleitoral: diferentemente do primeiro, o Marketing eleitoral seria a “(...) a construção da espinha dorsal da comunicação eleitoral como um todo” (MUNIZ). O Marketing eleitoral seria a construção a curto prazo da persona política de um candidato, isto é, de sua imagem pública como concorrente nas eleições, portanto, o fator crucial seria o tempo limitado do período eleitoral. Entretanto, disparidades conceituais entre o Marketing político e o Marketing eleitoral não os tornam incompatíveis, de fato, pode-se definir Marketing eleitoral como o uso de técnicas de marketing político e comunicação social integrados, de forma a conquistar a aprovação da sociedade. Sobre tal ponto, escreveu Jorge Almeida: “na prática política, toda ação de marketing político acaba se relacionando com o marketing eleitoral. E este depende das ações anteriores ao período eleitoral. Portanto, são momentos diferenciados de uma mesma intervenção no processo de disputa de hegemonia que se dá a partir de instâncias diferentes. Esta interferência se faz no contexto político em geral e no cenário de representação da política em particular.” (ALMEIDA, 2004)